# Йорген Крістенсен
Йорген Крістенсен (дан. Jørgen Kristensen, нар. 12 грудня 1946) — данський футболіст, що грав на позиції півзахисника, нападника.
Виступав, зокрема, за «Феєнорд», з яким став володарем Кубка УЄФА, а також національну збірну Данії.

## Клубна кар'єра
У дорослому футболі дебютував 1967 року виступами за команду «Кьоге», в якій того року взяв участь у 22 матчах чемпіонату, після чого перебрався у Північноамериканську футбольну лігу, де грав за американський «Детройт Кугарз» протягом сезону 1968 року. По його завершенні клуб припинив існування і Крістенсен повернувся до Європи, де виступав за нідерландські клуби «Спарта» (Роттердам) та «Феєнорд». У складі останнього данець у 1974 році виборов титул чемпіона Нідерландів та став володарем Кубка УЄФА.

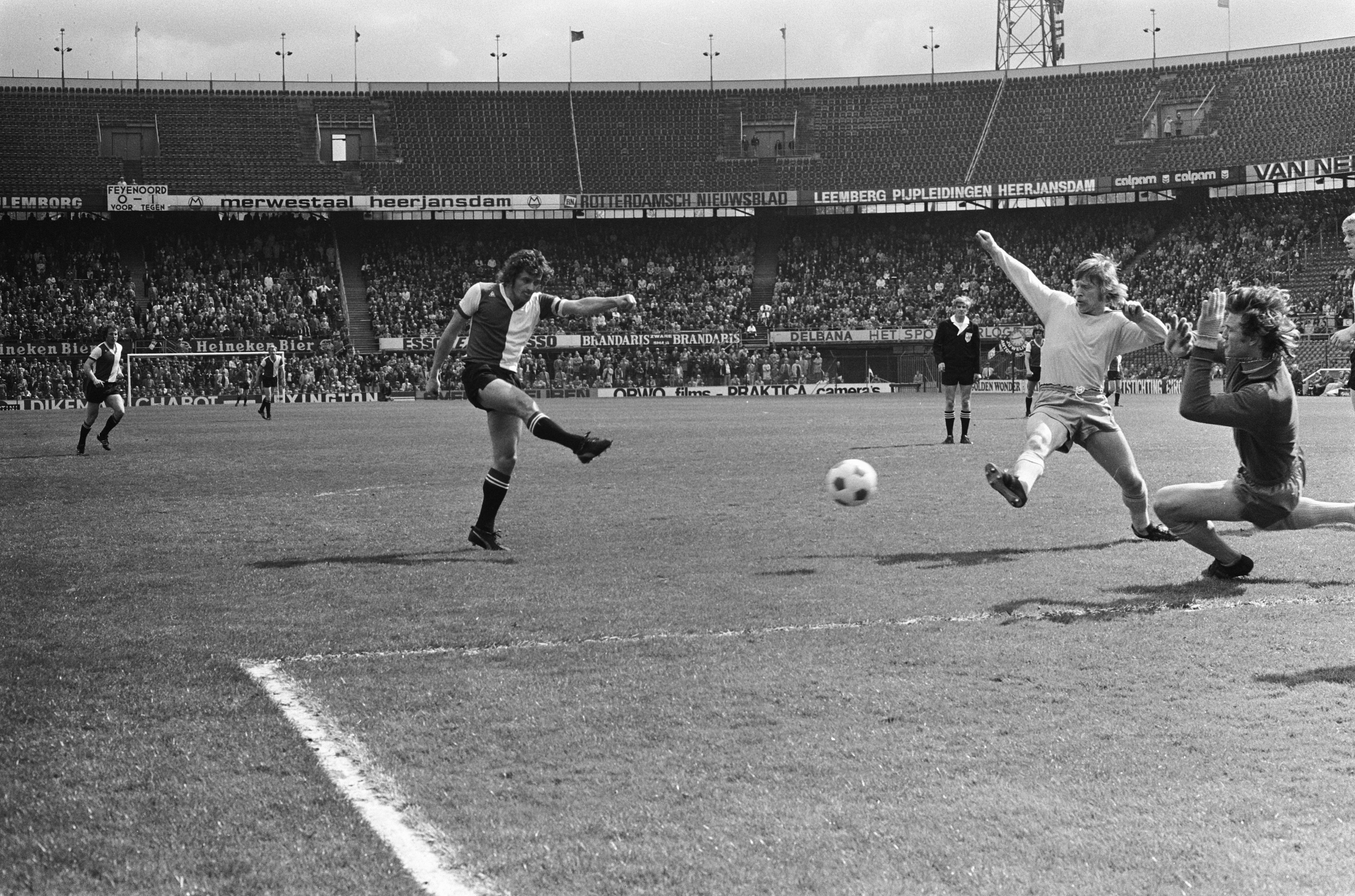
Крістенсен у складі «Феєнорда» забиває гол у ворота «Телстара». 4 травня 1975 року.

В серпні 1976 року Крістенсен повернувся до рідного «Кьоге», але зігравши лише кілька ігор вже у вересні став гравцем західноберлінської «Герти». Дебютував у Бундеслізі 17 вересня 1976 року в грі проти дортмундської «Боруссії» (1:1) і у дебютному сезоні 1976/77 вийшов з командою у фінал Кубка ФРН, а наступного посів з нею 3 місце в Бундеслізі.
Крістенсен не отримав нового контракту після сезону 1977/78, оскільки хотів їздити до своєї родини, яка все ще жила в Данії, на два дні після кожної гри, але новий тренер «Герти» Куно Клецер не прийняв цього. В результаті Йорген повернувся на батьківщину і півроку грав за данський клуб «Нествед».
У 1978 році він повернувся грати в Північноамериканську футбольну лігу, виступаючи до 1981 року за клуби «Чикаго Стінг», «Талса Рафнекс» та «Калгарі Бумерс». Надалі Крістенсен грав за шоубольні команди «Вічіта Вінгз» (1981–1986) та «Канзас-Сіті Кометс» (1986–1987) у Major Indoor Soccer League.

## Виступи за збірну
9 червня 1971 року дебютував в офіційних іграх у складі національної збірної Данії у кваліфікаційному матчі до чемпіонату Європи 1972 року зі Шотландією (1:0)
Коли він переїхав до США в 1978 році, він закінчив кар'єру у збірній через велику відстань. Загалом протягом кар'єри у національній команді, яка тривала 8 років, провів у її формі 19 матчів, забивши 3 голи.

## Титули і досягнення
- Чемпіон Нідерландів (1):

«Феєнорд»: 1973–74
- Володар Кубка УЄФА (1):

«Феєнорд»: 1973–74

## Статистика виступів

### Статистика виступів за збірну
| Дата       | Місто      | Господарі         | Результат | Гості      | Турнір                               | Голи | Примітки |
| ---------- | ---------- | ----------------- | --------- | ---------- | ------------------------------------ | ---- | -------- |
| 9-6-1971   | Копенгаген | Данія             | 1 – 0     | Шотландія  | Відбір до ЧЄ 1972                    | -    |          |
| 20-6-1971  | Копенгаген | Данія             | 1 – 3     | Швеція     | Чемпіонат Північної Європи 1968—1971 | -    |          |
| 30-6-1971  | Копенгаген | Данія             | 1 – 3     | Німеччина  | товариський матч                     | -    |          |
| 7-6-1972   | Копенгаген | Данія             | 3 – 0     | Фінляндія  | Чемпіонат Північної Європи 1972—1977 | 2    |          |
| 29-6-1972  | Мальме     | Швеція            | 2 – 0     | Данія      | Чемпіонат Північної Європи 1972—1977 | -    |          |
| 15-11-1972 | Глазго     | Шотландія         | 2 – 0     | Данія      | Відбір до ЧС 1974                    | -    | 75'      |
| 25-8-1976  | Вайле      | Данія             | 3 – 0     | Норвегія   | Чемпіонат Північної Європи 1972—1977 | -    |          |
| 1-9-1976   | Копенгаген | Данія             | 1 – 1     | Франція    | товариський матч                     | -    |          |
| 22-9-1976  | Копенгаген | Данія             | 0 – 1     | Італія     | товариський матч                     | -    | 46'      |
| 27-10-1976 | Копенгаген | Данія             | 5 – 0     | Кіпр       | Відбір до ЧС 1978                    | 1    |          |
| 17-11-1976 | Лісабон    | Португалія        | 1 – 0     | Данія      | Відбір до ЧС 1978                    | -    |          |
| 21-9-1977  | Хожув      | Польща            | 4 – 1     | Данія      | Відбір до ЧС 1978                    | -    |          |
| 5-10-1977  | Мальме     | Швеція            | 1 – 0     | Данія      | товариський матч                     | -    |          |
| 9-10-1977  | Копенгаген | Данія             | 2 – 4     | Португалія | Відбір до ЧС 1978                    | -    |          |
| 24-5-1978  | Копенгаген | Данія             | 3 – 3     | Ірландія   | Відбір до ЧЄ 1980                    | -    |          |
| 16-8-1978  | Копенгаген | Данія             | 2 – 1     | Швеція     | Чемпіонат Північної Європи 1978—1980 | -    |          |
| 20-9-1978  | Копенгаген | Данія             | 3 – 4     | Англія     | Відбір до ЧЄ 1980                    | -    |          |
| 11-10-1978 | Копенгаген | Данія             | 2 – 2     | Болгарія   | Відбір до ЧЄ 1980                    | -    |          |
| 25-10-1978 | Белфаст    | Північна Ірландія | 2 – 1     | Данія      | Відбір до ЧЄ 1980                    | -    |          |
| Усього     |            | Матчів            | 19        |            | Голів                                | 3    |          |